# Zenting
Zenting je obec v německé spolkové zemi Bavorsko, v zemském okrese Freyung-Grafenau ve vládním obvodu Dolní Bavorsko. Žije zde přibližně 1 100 obyvatel.

## Geografie
Místní části:
| - Blumau - Burgsdorf - Daxstein - Ellerbach - Fradlberg - Gerading - Gessenreuth - Grausensdorf - Gruselsberg - Haberöd - Hauermühle - Hasling - Hochreuth | - Hörperting - Lina - Mahd - Manzenreuth - Neuhof - Poxöd - Ranfels - Simmering - Steinermühle - Unteraign - Steinhof - Waltersdorf - Winden |

Okolní obce:
| - Schöfweg (S) - Innernzell (S) - Thurmansbang (V) - Außernzell (J) - Schöllnach (Z) |

## Historie
První zmínka o sídle pochází z roku 1151 - jako majetku hrabat z Frombachu. Bylo darováno Ekbertem III. klášteru v Osterhofenu a bylo jím spravováno až do roku 1786, kdy byl klášter uzavřen. Poté připadl mnichovskému Damenstifts St. Anna a v roce 1833 se stal samostatnou obcí.

## Znak
V levé půlce ve stříbrném poli je zelený drak - připomínající sv. Markétu a premonstráty z Osterhofenu. V pravé půlce v červeném poli je hůl a mušle - atributy sv. Jakuba.

## Památky
- farní kostel sv. Jakuba
- kostel sv. Pankráce a několik kaplí

## Vzdělávání
Obec má jednu mateřskou školku.

## Doprava
Obec je obsluhována busy.